# Canonges regulars de la Santa Creu
Aquest és l'orde de canonges fundats a Coïmbra per Teotoni, en 1131; per a l'orde fundat a Flandes en 1210, vegeu: Canonges Regulars de l'Orde de la Santa Creu
L'orde de canonges regulars de la Santa Creu o Germans de la Creu (en llatí Ordo Canonicorum Regularium Sanctae Crucis) és un orde religiós de canonges regulars. Els seus membres posposen al nom les sigles O.R.C.

## Història
L'ardiaca Tell de Coïmbra, amb João Peculiar i Teotoni de Coïmbra, fundaren el monestir de Santa Cruz a Coïmbra, que havia d'hostatjar una comunitat de canonges regulars: l'objectiu era la reforma i renovació de la vida canonical. El terreny fou donat pel rei Alfons I de Portugal, i l'edifici es començà a construir el 28 de juny de 1131.
La vida en comunitat dels canonges hi començà el 25 de febrer de 1132. Els religiosos adoptaren la Regla de Sant Agustí i les constitucions i dels canonges de Sant Ruf d'Avinyó. El papa Innocenci II concedí als canonges l'exempció de la jurisdicció episcopal i la protecció papal mitjançant una butlla del 26 de maig de 1135.

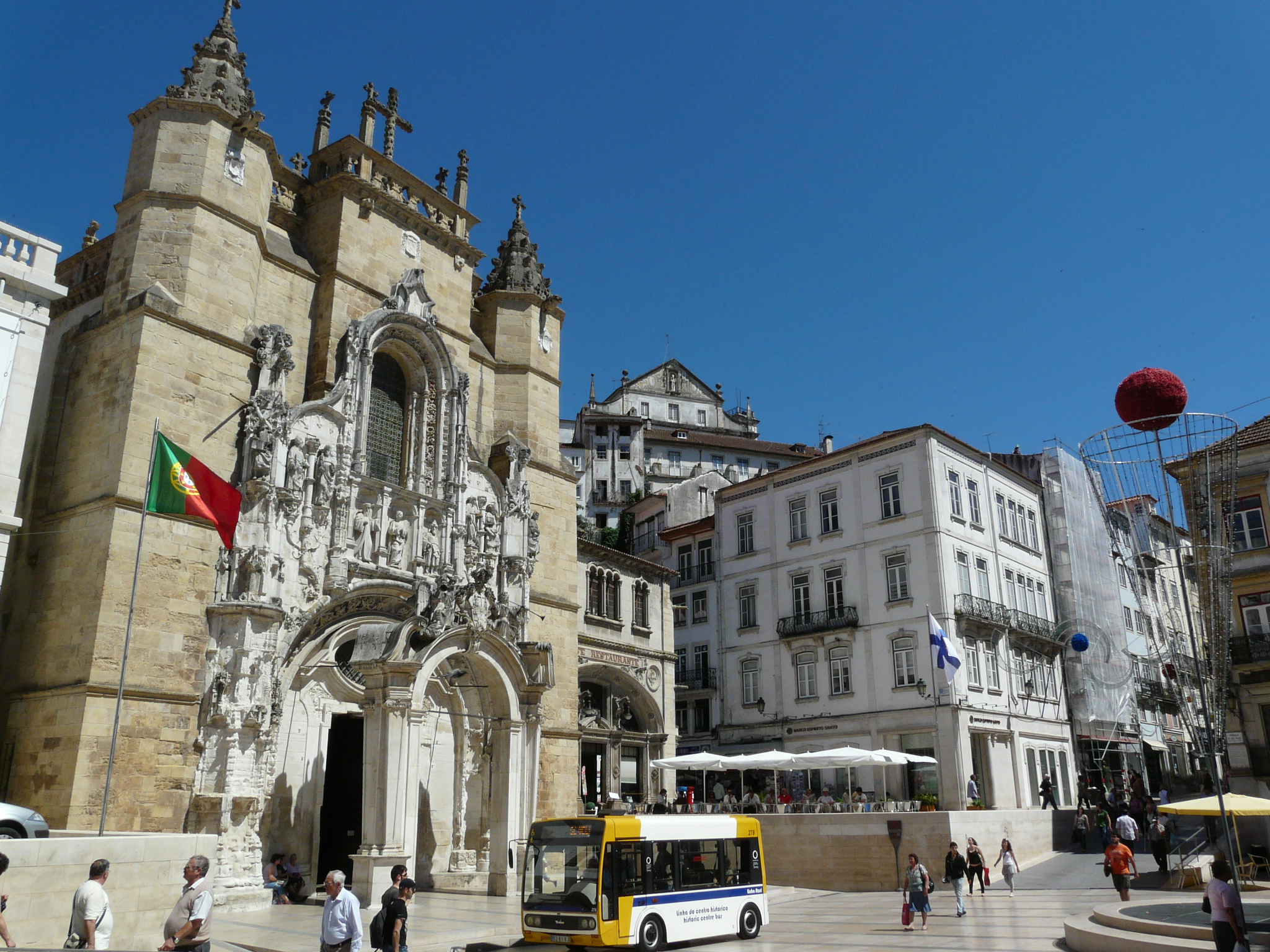
Monestir de Santa Cruz de Coïmbra.

El monestir de Santa Cruz de Coïmbra va tenir parròquies i filials a Coïmbra i Leiria i un ric patrimoni. La seva escola, vinculada a la Universitat de Coïmbra, fou un important focus cultura, i el monestir de Coïmbra disposà d'un dels principals scriptoria del regne, i una gran biblioteca. L'hospital de Sant Nicolau, a Coïmbra, estava a càrrec de la comunitat, que s'ocupava de l'atenció a malalts i necessitats.
Al segle xiv va començar un període de decadència i abandonament de la disciplina original. A partir de 1527 hi hagué una reforma de la casa mare, que conduí a la federació d'alguns monestirs en la Congregacó de la Santa Creu, que fou aprovada per Pau IV el 1556. La reforma de l'estudi de l'orde a Coïmbra suposà la fundació del Collegíum Sapíentíae, important centre cultural i acadèmic durant segles, especialment en Teologia i Litúrgia. Relacionat amb la Universitat de Coïmbra, hi compartia professors. L'orde tenia una espiritualitat mariana i va defensar la doctrina de la Immaculada Concepció. L'orde envià missioners a l'Índia, Àfrica i el Brasil (el primer en 1670, Estêvão dos Santos Carneiro, que fou bisbe de Salvador de Bahia), però només obrí cases a Portugal.
Els Canonges de Santa Creu foren suprimits, com tots els altres ordes religiosos, pel govern portuguès en 1834.

### Restauració
El 1976 el moviment Opus Sanctorum Angelorum (Obra dels Sants Àngels), d'espiritualitat propera a la de l'antic orde, promogué la restauració de l'orde, que fou sancionat per Joan Pau II el 29 de maig de 1979.
El mateix 1979, l'orde fundà el primer monestir al Brasil: Quaratinguetá (estat de São Paulo), avui casa de formació religiosa i de retir. En 1983 es fundà a Anápolis (Brasil) l'Institutum Sapientiae, continuador de l'antic col·legi de Coïmbra.
Hi estan vinculades la Congregació de les Germanes de la Santa Creu, la Comunitat de les Auxiliars Missioneres de la Santa Creu i altres associacions de fidels i preveres.

## Activitat i difusió
Els Canonges Regulars de la Santa Creu es dediquen al culte litúrgic solemne, l'adoració perpètua del Santíssim Sagrament i a la cura de les ànimes, fent apostolat com a sacerdots.
Al final de 2005, els canonges eren 141 (79 d'ells, sacerdots) en 14 cases. Són presents a Europa (Àustria, Alemanya, Itàlia, Portugal), Amèrica (Brasil, Mèxic, Colòmbia i Estats Units) i Àsia (Índia, Filipines). La seu general és a Roma.